# ギリシャ政治における腐敗
脱税と汚職はギリシャにおけるひとつの問題である。2012年の推測によれば未徴収になっている年間あたり300億ユーロにも上るのをもって―脱税はギリシャの政治家たちからひとつの国技として言い表された。2016年の見積もりは年間110億ユーロから160億ユーロにまでが徴収できなかったことを指摘する。他の顕著な総額はVAT（売上税）不正と密輸による未回収だった。
政治的腐敗 はひとつの著しい問題として多くの人々による定評がある。しかし或る人々はそれの大きさが国際的なメディアによって誇張され続けてきたことを信じる。トランスペアレンシー・インターナショナル‐ギリシャによる報告のNational Integrity System Assessment 2012 によれば、ギリシャでの汚職（英：corruption）の問題は多くの要因の合流である。それは法執行の弱さ、会計検査の欠如、指導の条文の不在、政府の活動の不透明、非効率な官僚主義、政府が罰せられないことと広い自由裁量権、並びに国民の周知不足を含む。